# Smithia gracilis
Smithia gracilis är en ärtväxtart som beskrevs av George Bentham. Smithia gracilis ingår i släktet Smithia och familjen ärtväxter. Inga underarter finns listade i Catalogue of Life.